# Ruth Moberg
Ruth Moberg, egentligen Rut Jenny Moberg-Englund,  född Moberg 6 juli 1912 i Karlstad, död 24 september 1997 i Stockholm, var en svensk skådespelare och operasångare (lyrisk sopran). 
Moberg studerade vid Musikkonservatoriet och verkade på Hippodromen i Malmö 1935 och vid Oscarsteatern i Stockholm från 1936 innan hon kom till Operan 1940. Till operarollerna hörde bland andra Nedda i Pajazzo och Santuzza i På Sicilien och gjorde gästroller i Danmark, Finland och Tyskland. Hon framträdde dessutom i operetterna Läderlappen, Tiggarstudenten och Glada Änkan. Moberg sjöng även in en del melodier med Sune Waldimirs orkester på stenkaka.
Hon var gift i första äktenskapet med operakapellmästaren Sten-Åke Axelson, i andra med direktör Axel Englund.
Moberg ligger begravd på Skogskyrkogården.

## Filmografi
- 1940 – Med dej i mina armar (dubbar Karin Ekelunds sång)
- 1941 – Lärarinna på vift (dubbar Karin Ekelunds sång)
- 1942 – Löjtnantshjärtan
- 1942 – Sexlingar
- 1945 – Moderskapets kval och lycka

## Teater

### Roller i urval
| År   | Roll    | Produktion                                                 | Regi                        | Teater        |
| ---- | ------- | ---------------------------------------------------------- | --------------------------- | ------------- |
| 1936 | Dottern | Oh, du milde Antonius A Fenclo, Georg Brada och Jara Beneš | Carl Johannesson Karl Kinch | Oscarsteatern |